# Брага (округ)
Округ Брага (порт. Distrito de Braga) — округ в северной Португалии. Округ состоит из 14 муниципалитетов. Входит в Северный регион. Распределён между 2 статистическими субрегионами: Аве, Каваду. В состав округа входит также городская агломерация Большое Минью. Ранее входил в состав провинции Минью. Территория — 2706 км². Население — 848 185 человек (2011). Плотность населения — 313,45 чел./км². Административный центр — город Брага.

## География
Регион граничит:
- на севере — округ Виана-ду-Каштелу и Испания
- на востоке — округ Вила-Реал
- на юге — округ Порту
- на западе — Атлантический океан

## Муниципалитеты
Округ включает в себя 14 муниципалитетов:
1. Селорику-де-Башту
2. Гимарайнш
3. Визела
4. Барселуш
5. Терраш-де-Бору
6. Повуа-де-Ланьозу
7. Фафе
8. Кабесейраш-де-Башту
9. Вила-Нова-де-Фамаликан
10. Брага
11. Виейра-ду-Минью
12. Эшпозенде
13. Амареш
14. Вила-Верде